# 오세윤 (경찰)
오세윤(吳世尹, 일본식 이름: 吳原基弘구레하라 모토히로, 1894년 11월 8일 ~ ?)는 일제강점기의 경찰 출신 관료이다.

## 생애
한일 병합 조약 체결 직후인 1911년에 조선총독부 순사부로 채용되면서 경찰계에 들어섰다. 1914년에 총독부 순사가 된 데 이어, 1919년에는 경부보로, 1920년에는 도경부로 승진하였다.
이 기간 동안 서울중부경찰서의 전신인 경성부 경성본정경찰서에서 오래 근무한 끝에, 1932년에 황해도 경시로 경찰부 보안과장에 임명되었다. 황해도 보안과장에 임명되면서 고등관 7등이 되고 종7위에도 서위되었다. 황해도 보안과장으로 재직하던 1935년에 총독부가 시정 25주년을 기념하여 표창한 표창자 명단에 들어 있다.
1936년에 황해도 옹진군 군수로 발령받아 관계로 전직했다. 이후 일제 강점기 말기에는 전라남도 영광군, 해남군, 순천군 군수를 차례로 지냈다. 순천군수이던 1943년을 기준으로 정6위 훈6등에 서위되어 있었다.
2002년 발표된 친일파 708인 명단 경시 부문에 선정되었고, 2008년 공개된 민족문제연구소의 친일인명사전 수록예정자 명단 중 관료와 경찰 부문에도 포함되었다. 친일반민족행위진상규명위원회가 발표한 친일반민족행위 705인 명단에도 포함되었다.

## 참고자료
- 오세윤(吳世尹) - 국사편찬위원회